# Hórreo de Erdozáin (Lónguida)

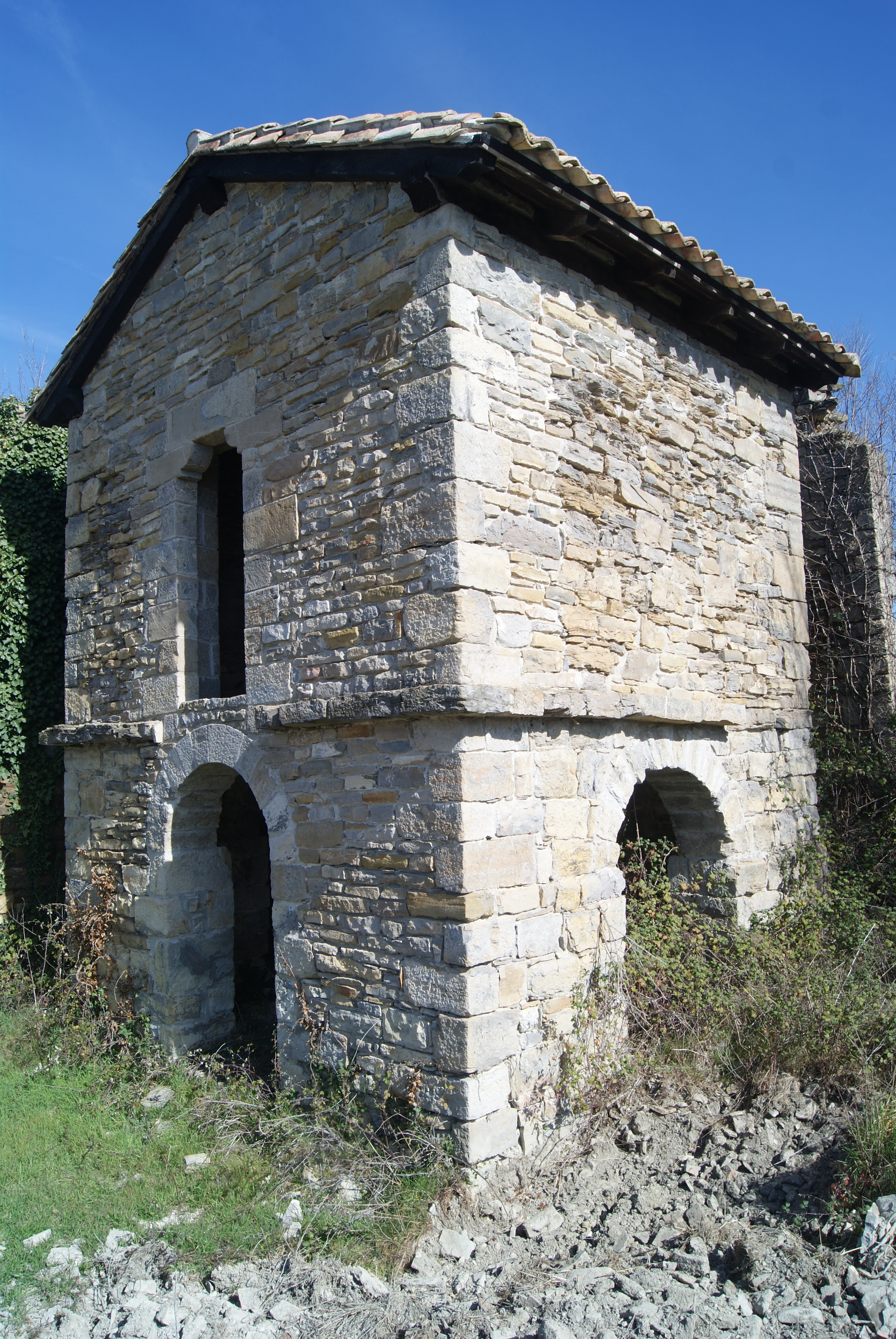
Hórreo in Erdozáin

Der Hórreo de Erdozáin im Dorf Erdozáin, einem Ortsteil der spanischen Gemeinde Lónguida in der Autonomen Gemeinschaft Navarra, wurde vermutlich im 18. Jahrhundert errichtet. Der Hórreo ist seit 1993 ein geschütztes Kulturdenkmal (Bien de Interés Cultural). 
Der Hórreo aus Bruchsteinmauerwerk mit Eckquaderung steht auf einem Unterbau mit rundbogigen Öffnungen. Der Vorratsraum mit rundbogigem Eingang ist nur mit einer Leiter zu erreichen. Das Satteldach ist mit Ziegeln gedeckt.